# عامر خان پروداکشنز
عامر خان پروداکشن (انگلیسی: Aamir Khan Productions) یک شرکت خصوصی فیلم‌سازی هندی است که در سال ۱۹۹۹ توسط عامر خان تأسیس شد. اولین فیلم ساخته‌شده این کمپانی، فیلم باج بود که نامزد اسکار بهترین فیلم خارجی سال ۲۰۰۱ شد.